# Piëzo-elektrische motor
Een piëzo-elektrische motor is een elektromechanisch aandrijfsysteem dat de beperkte beweging van een piëzo-element omzet in een onbeperkte rotatie- of translatiebeweging. Piëzo-elektrische motoren zijn in wezen elektromechanische energie-omvormers die gebruikmaken van het omkeerbare piëzo-elektrisch effect.
Omdat bij een ultrasoonmotor, een elektromotor die gebruikmaakt van ultrasone trillingen, de ultrasone trilling meestal opgewekt wordt door een of meerdere piëzo-elementen wordt dit ook wel een piëzo-motor genoemd.

## Indeling in klassen

Werkingsprincipe van een piëzomotor van het type ‘inchworm’. 1 = huis, 2 = piëzo-element (voortbeweging), 3 piëzo-element (klemming), 4 = roterend lichaam.

Werkingsprincipe van een piëzomotor van het type ‘bimorph’. 1 = huis, 2 = piëzo-element, 3 = laag tussen de piëzo-elementen, 4 = contact punt van een rubberachtig materiaal. 5 = roterend (of relatief voortbewegend) lichaam.

Piëzo-elektrische motoren kunnen zowel als lineaire of als rotatiemotor worden uitgevoerd. Ze kunnen opgedeeld worden in de volgende klassen:
- Ultrasoon. Een of meerdere piëzo-elementen creëren ultrasone trillingen. Deze trillingen worden in een staande of lopende golf omgezet. Deze golf veroorzaakt een voortbeweging.
- (Quasi) Statisch. In wezen zijn piëzo-elektrische motoren stappenmotors die het piëzo-elektrisch effect gebruiken om stapje voor stapje een voortbeweging te realiseren. Soms maakt men gebruik van de massatraagheid van het bewegende deel waardoor een inklemming van het bewegende deel niet noodzakelijk is. Het piëzo-elektrische element duwt het te bewegen deel, stap voor stap, vooruit. Voorbeelden van (quasi) statisch toepassingen zijn:
  - Inchworm type.[1] Bij het inchworm type (zie afbeelding) wordt, om en om het rotorlichaam 4, door de piëzo-elementen 3 ingeklemd. Het piëzo-element 2 zorgt voor de voortbeweging.
  - Bimorph type.[2][3] Bij het bimorph type zijn de piëzo-elementen, net als bij een bimetaal, zo ten opzichte van elkaar aangebracht dat door het strekken van een of beide piëzo-elementen er een buiging van de piëzo-elementen ontstaat. Het piëzo-element(en) schopt hierdoor als het ware tegen een vlak. Door de massatraagheid van het te bewegen deel ontstaat er een vloeiende beweging. Zie de figuur. Net zoals bij het tollen.

## Geschiedenis
In 1965 is het eerste US patent (nr. 3.184.842) verleend. Dit patent "Method and apparatus for delivering vibratory energy" beschrijft de werking van een piëzo-motor.